# Feliks Rybicki

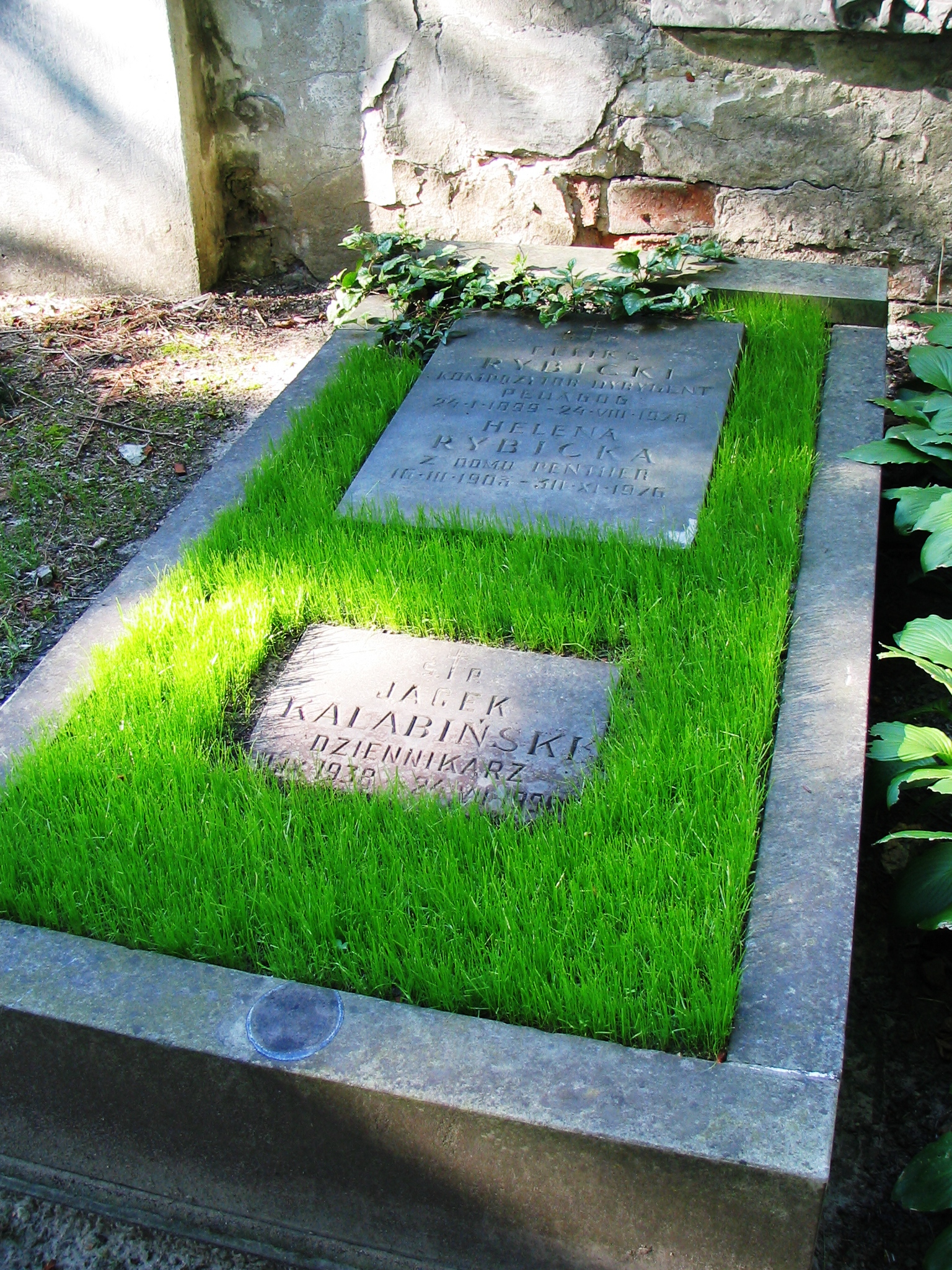
Grób Feliksa Rybickiego na cmentarzu Powązkowskim w Warszawie

Feliks Bronisław Tymoteusz Rybicki (ur. 24 stycznia 1899 w Warszawie, zm. 24 sierpnia 1978 tamże) – polski kompozytor, dyrygent i pedagog.

## Życiorys
Był synem Józefa Rybickiego i Aleksandry z Borzysławskich. W 1916 ukończył Gimnazjum Wojciecha Górskiego w Warszawie. W latach 1919–1925 studiował kompozycję w klasie Romana Statkowskiego, a po jego śmierci u Witolda Maliszewskiego oraz dyrygenturę u Emila Młynarskiego i Henryka Melcera w Państwowym Konserwatorium Muzycznym w Warszawie. W 1924 ożenił się z Heleną z d. Penther (1903–1976). Debiutował jako dyrygent w Filharmonii Warszawskiej (1926), gdzie w latach 1937–1939 był dyrygentem Chóru Oratoryjnego. W czasie wojny uczył gry na fortepianie i występował w warszawskich kawiarniach. Od 1945 prowadził ożywioną działalność dyrygencką i kompozytorską w Polskim Radiu. W latach 1951–1953 wykładał w Państwowej Wyższej Szkole Muzycznej w Sopocie. Od 1957 aż do przejścia na emeryturę w 1970 kierował orkiestrą i chórem Państwowego Liceum Muzycznego w Warszawie.
Skomponował ponad 50 opusowanych dzieł na orkiestrę, chór, kameralnych, wokalno-istrumentalnych i fortepianowych. Wśród tych ostatnich, popularność zdobyły utwory o charakterze pedagogicznym dla dzieci i młodzieży, m.in. Pierwsze kroki op. 19, Gram wszystko op. 22, Mały modernista op. 23, Już gram op. 24 i Koncert dla małych rąk op. 53 na fortepian i orkiestrę. Był też autorem muzyki filmowej, m.in. do filmu Profesor Wilczur z 1938 i wielu innych. 
Został pochowany na Starych Powązkach w Warszawie (kwatera pod murem IV-1-19).

## Wybrane kompozycje
Źródło: Culture.pl
- Jej obraz na fortepian (1924)
- Preludia na fortepian (przed 1926)
- Mały modernista op. 23 na fortepian (1938)
- Śpiewnik chórów ludowych na chór żeński (przed 1939)
- Kantata na sprowadzenie zwłok Juliusza Słowackiego na 3-głosowy chór mieszany (przed 1939)
- Zaczynam grać, łatwe utwory dla początkujących na fortepian (przed 1946)
- Już gram op. 21, zbiór łatwych utworów na fortepian (przed 1946)
- Pierwsze kroki, zbiór utworów dla początkujących na dwie i cztery ręce w obrębie 5 tonów na fortepian (przed 1947)
- Łatwe chóry męskie, zbiór 10 pieśni ludowych (przed 1947)
- Dwa słowa, pieśń na głos i fortepian (przed 1947)
- Concertino in fa maggiore for Flute and Orchestra (1951)[11]
- Album na fortepian (przed 1951)
- Oberek na orkiestrę dętą (przed 1951)
- Most Poniatowskiego na chór mieszany i fortepian (1951)
- Dwanaście łatwych utworów na chór mieszany (przed 1952)
- Podarek, pieśń na głos i fortepian (1952)
- Zielony dąb na chór męski lub mieszany (przed 1953)
- Na zlot, pieśń na głos (przed 1953)
- Góry, doliny, pieśń na głos i fortepian (przed 1954)
- Etiudy op. 54 na fortepian na lewą rękę (przed 1964)
- Koncert dla małych rąk op. 53 na fortepian i orkiestrę (1965)
- Ten nasz ogródeczek, czeskie i słowackie pieśni ludowe na fortepian (1971)
- Wariacje op. 60 na 4 rogi (przed 1977)

## Nagrody i odznaczenia
Źródło: PWM
- I nagroda na konkursie Towarzystwa Śpiewaczego „Echo-Macierz” za Opowieść o tęskniącej królewnie na chór mieszany (1931)
- Nagroda Prezesa Rady Ministrów za twórczość dla dzieci (1952, 1977)
- Nagroda Polskiego Radia i ZAiKS-u za twórczość dla dzieci (1956)[10]
- Krzyż Kawalerski Orderu Odrodzenia Polski (1956)
- wyróżnienie Ministra Kultury i Sztuki za pracę pedagogiczną (1959)
- nagroda państwowa III stopnia za twórczość artystyczną (1962)

## Upamiętnienie
Od 2014 roku, co dwa lata, są organizowane przez ZPOSM I i II st. nr 3 im. G. Bacewicz „Warszawskie Spotkania Pianistyczne z Feliksem Rybickim” dla uczniów szkół muzycznych I stopnia.
Kompozytor jest patronem Państwowej Szkoły Muzycznej I st. w Starachowicach i Zespołu Szkół Muzycznych w Tychach.